# Monroe Township (comté de Nodaway, Missouri)
Pour les articles homonymes, voir Monroe Township.
Monroe Township est un township, situé dans le comté de Nodaway, dans le Missouri, aux États-Unis,.
Le township est fondé en 1866 et baptisé en référence à James Monroe, 5e président des États-Unis.

### Source de la traduction
- (en) Cet article est partiellement ou en totalité issu de l’article de Wikipédia en anglais intitulé « Monroe Township, Nodaway County, Missouri » (voir la liste des auteurs).